# 50th Cartoon Music Contest - Gold Compilation 2016
50th Cartoon Music Contest – Gold Compilation 2016 è un album raccolta pubblicato ad ottobre 2016 in occasione dei 50 anni dalla prima edizione della manifestazione Lucca Comics & Games avvenuta nel 1966. 

## Il disco
Per la realizzazione dell'opera hanno collaborato Rai Gulp, Rai Com, Scorpion Bay, Radio Bruno e Crioma con il risultato di un disco contenente un totale di 10 brani tra cui 2 basi musicali.
L'album è stato reso disponibile in preordine soltanto sullo store di Cristina D'Avena. Per l'artista bolognese è stata anche la prima occasione di reinterpretare sigle di cartoni trasmessi originariamente sulle reti RAI.
La canzone La magia che fa volare è stata usata come sigla ufficiale per la manifestazione di Lucca Comics & Games 2016. In questo disco è riproposta reinterpretata dalla D'Avena ma in una versione differente rispetto a #le sigle più belle.

## Tracce
CD1
1. La magia che fa volare – 3:37 (Niccolai, Cucchi)
2. Digimon – 3:09 (testo: Tibaldi – musica: Lucato, Summa)
3. Melevisione – 2:54 (musica: Valente)
4. L'albero azzurro – 2:57 (testo: Piumini – musica: Caviezel)
5. Versus – 2:22 (testo: Cucchi – musica: Niccolai)
6. Next Tv – 2:02 (testo: Cucchi – musica: Niccolai)
7. Guru Guru – 2:58 (Sanzo, Lucato, Tibaldi)
8. Game over – 3:02 (testo: Cucchi – musica: Niccolai, Rosina)
9. Digimon (base) – 3:09 (testo: Tibaldi – musica: Lucato, Summa)
10. La magia che fa volare (base) – 3:37 (Niccolai, Cucchi)

Durata totale: 29:47

## Interpreti
- Cristina D'Avena (1-2-4-7)
- DB Day's Band (3)
- TeleRicordi Band (5)
- G.O.P.S. (6-8)